# Ruth Oldenziel
Ruth Oldenziel (* 13. Mai 1958 in Amsterdam) ist eine niederländische Historikerin und Hochschullehrerin an der TU Eindhoven.

## Leben und Wirken

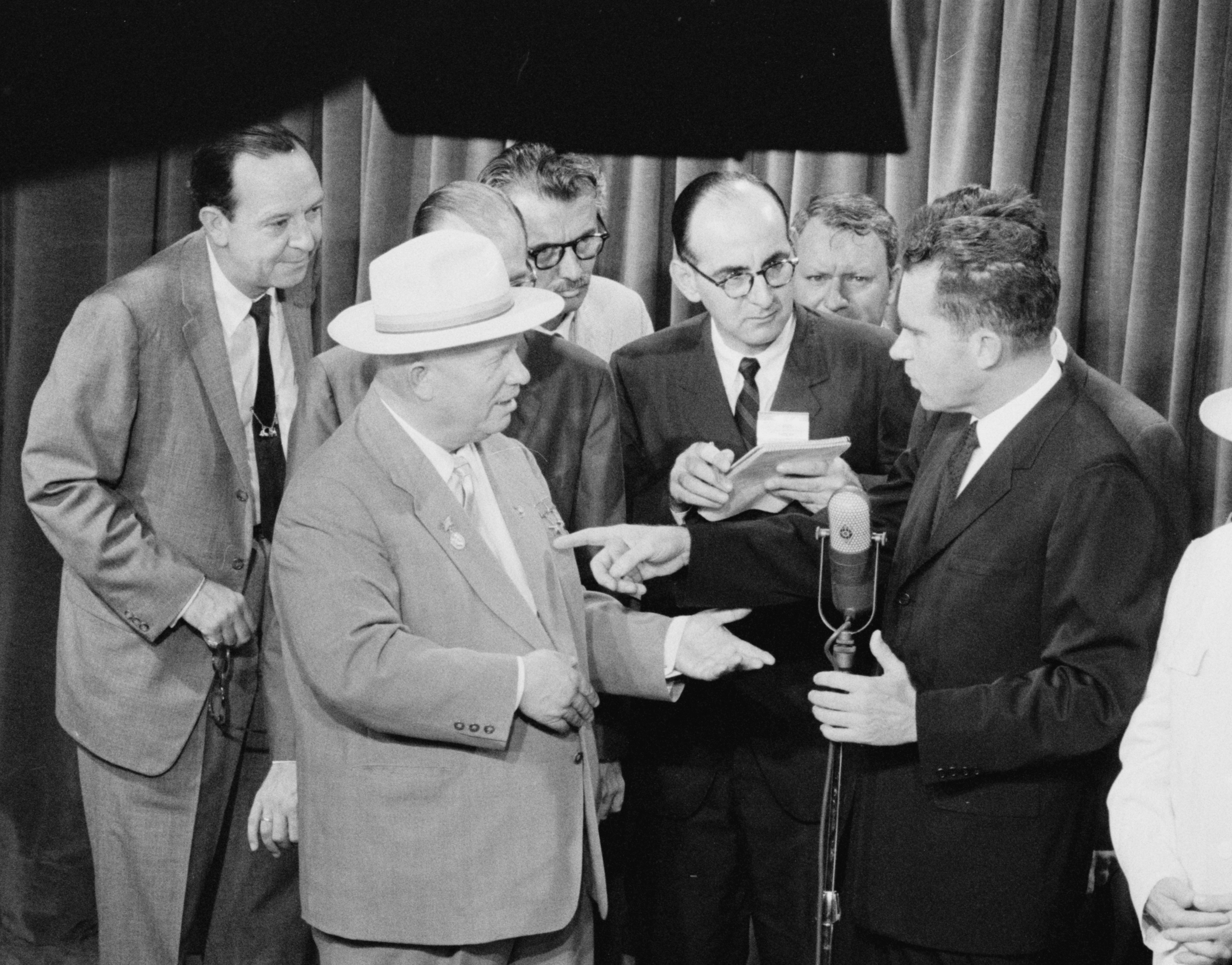
Küchendebatte im Kalten Krieg 1959

Oldenziel erwarb den Ph.D. in amerikanischer Geschichte an der Yale-Universität, den MA an der University of Massachusetts und ein Diplom in American Studies am Smith College. Sie war Associate Professor an der Universität Amsterdam und Senior Research Fellow am Rachel Carson Center for Environment and Society an der LMU München.
Seit 2019 ist sie Chefredakteurin von Technology and Culture, der Fachzeitschrift der Society for the History of Technology (SHOT)
Ihre Forschungs- und Interessengebiete liegen in der Wissenschafts- und Technikgeschichte, der amerikanisch-europäischen Beziehungsgeschichte, den Gender Studies und der Geschichte nachhaltiger Mobilität.
In ihrer Studie über die Küche im Kalten Krieg ging sie auf die „Küchendebatte“ 1959 zwischen Vizepräsident Richard Nixon und Nikita Chruschtschow ein, in der es um die Systemvorteile für die Frauen und Konsumenten ging.
Für ihre Dissertation erhielt sie 2002 den Margaret W. Rossiter History of Women in Science Prize.

## Veröffentlichungen
- The meanings of gender and technology. Engineering in the US, 1880–1945, Diss. Yale
- Multiply Entry Visas. Gender and Engineering in the US, 1870–1945, in: Crossing Boundaries, Building Bridges (Routledge Studies in the History of Science, Technology and Medicine), 2000, S. 11–50. ISBN 978-90-5823-068-3
- Making Technology Masculine. Men, Women, and Modern Machines in America, 1870–1945, Amsterdam 1999, 2004 ISBN 978-90-5356-381-6
- Why Masculine Technlogy matter, in Nina E. Lerman, Arwen Mohun: Gender and Technology. A Reader. Johns Hopkins University Press, Baltimore 2003, ISBN 0-8018-7259-6, S. 37–71 (englisch).
- mit Mikael Hård: Consumers, Tinkerers, Rebels. The People who Shaped Europe, New York 2013 ISBN 978-0-230-30802-2
- mit Helmuth Trischler: Cycling and Recycling. Histories of Sustainable Practices, New York 2016 ISBN 978-1-78920-055-3
- mit Mila Davids: Engineering the Future, Understanding the Past: A Social History of Technology, Amsterdam University Press 2017 ISBN 978-94-6298-540-7

### Herausgeberin
- mit Karin Zachmann: Cold War Kitchen. Americanization, Technology, and European Users, Cambridge 2009
- mit Karin Zachmann: Cold War Kitchen: Americanization, Technology, and European Users (Inside Technology), The MIT Press, 2011 ISBN 978-0-262-51613-6
- mit Gerard Alberts: Hacking Europe. From Computer Cultures to Demoscenes, London 2014 ISBN 978-1-4471-7069-3
- mit Martin Emanuel, Adri Albert de la Bruhèze, Frank Veraart: Cycling Cities. The European Experience, Eindhoven 2016 ISBN 978-9-0731-9246-1
- mit Martin Emanuel, Frank Schipper: A U-Turn to the Future: Sustainable Urban Mobility since 1850, New York 2020 ISBN 978-1-78920-560-2